# Leone Bagnall
Flora Minnie Leone Bagnall CM OPEI (geboren 20. Juli 1933 in Springfield, Prince Edward Island; gestorben 30. April 2017 in Charlottetown) war eine kanadische Politikerin.

## Leben und Karriere
Bagnall war die Tochter von John Sutherland MacKay und Margaret Mayne. Ihr Großvater Donald Newton MacKay vertrat von 1935 bis 1943 den Wahlbezirk 1st Queens in der Legislativversammlung von Prince Edward Island.
Nach ihrer Schulzeit in Springfield besuchte Bagnall das Prince of Wales College in Charlottetown, ehe sie von 1971 bis 1973 an der University of Prince Edward Island Bildungswissenschaften studierte. Sie beendete ihre Studien mit einem Diplom und zwei Bachelorabschlüssen.
Im Anschluss unterrichtete sie an Schulen in Breadalbane, Kensington und Stanley Bridge und erhielt für ihre Leistung als Lehrerin den Estelle Bowness Award der University of Prince Edward Island.
Bagnall, die der Prince Edward Island Progressive Conservative Party (PC) angehörte, wurde 1979 erstmals in die Legislativversammlung von Prince Edward Island gewählt. Bei den Wahlen der Jahre 1982, 1986 und 1989 konnte sie ihren Sitz jeweils verteidigen. Zusammen mit Marion Reid war sie die erste weibliche Abgeordnete ihrer Partei in diesem Parlament.
Von 1982 bis 1986 diente sie als Bildungsministerin der Provinz Prince Edward Island. Zudem war sie verantwortliche Ministerin für die Stellung von Frauen. Sie war somit das erste weibliche Kabinettsmitglied einer PC-Regierung in Prince Edward Island. Nach der Wahlniederlage ihrer Partei 1986 war sie von 1987 bis 1988 kurzzeitig Vorsitzende der PC und somit die erste weibliche Oppositionsführerin in einem kanadischen Regionalparlament. 1993 schied sie nach 14 Jahren aus der Legislativversammlung aus.
Für ihr politisches Wirken wurde Bagnall mehrfach geehrt. So wurde die 1994 zum Member des Order of Canada ernannt und erhielt 2005 den Order of Prince Edward Island.
Leone Bagnall war seit 1953 mit Erroll Bagnall verheiratet, mit dem sie einen Bauernhof führte. Das Paar hatte fünf Kinder.